# Malarguesaurus
Malarguesaurus is een geslacht van plantenetende sauropode dinosauriërs behorend tot de Titanosauriformes, dat tijdens het Late Krijt leefde in het gebied van het huidige Argentinië.

## Vondst en naamgeving
In 2005 vond een team onder leiding van Bernardo Javier González-Riga een skelet van een sauropode op de Quebrada Norte-vindplaats, in de Paso de las Bardas, 190 kilometer ten zuiden van de stad Malargüe. Het werd nog datzelfde jaar opgegraven.
De typesoort Malarguesaurus florenciae werd in 2008 (de publicatie kwam dat jaar uit, maar draagt de datum van 2009) beschreven en benoemd door Bernardo Javier González-Riga, Elena Previtera en Cecilia A. Pirrone. De geslachtsnaam verwijst naar het district Malargüe. De soortaanduiding eert Florencia Fernández Favarón, die de eerste botten van de soort ontdekte en jarenlang aan de opgravingen in de vindplaats deelnam, samen met Rodolfo Giménez Merino en Ariel Santini. Het is de tweede sauropode die benoemd is uit de provincie Mendoza, na Mendozasaurus.
Het holotype, IANIGLA PV 110, is een fossiel uit een laag rode moddersteen van de Portezueloformatie die dateert uit het Turonien-Coniacien, 90-88 miljoen jaar geleden. De formatie ligt in het Neuquénbassin. Het bestaat uit een gedeeltelijk skelet zonder schedel. Het omvat acht wervels uit de voorste, middelste en achterste staart, chevrons, ribben, een stuk opperarmbeen en een stuk rechterdijbeen. Het skelet lag niet in verband. Het betreft een volwassen dier. Het is vermoedelijk verdronken bij een overstroming. Er is een tweede exemplaar aan de soort toegewezen, specimen IANIGLA PV 111 gevonden op de Cerro La Torre-vindplaats, zeshonderd meter van de locatie van het holotype. Dit omvat twee achterste staartwervels en een stuk kuitbeen. De fossielen maken deel uit van de collectie van het Instituto Argentino de Nivología, Glaciología y Ciencias Ambientales.

## Beschrijving

### Grootte en onderscheidende kenmerken
De lengte van Malarguesaurus is door de beschrijvers geschat op rond de twintig meter. Dat wijst op een gewicht van ruim vijftien ton. De bouw van het dier wordt omschreven als "robuust".
De beschrijvers wisten drie onderscheidende kenmerken vast te stellen. Het betreft autapomorfieën, unieke afgeleide eigenschappen. De doornuitsteeksels van de voorste staartwervels staan verticaal met een holle achterrand waarbij het bovenvlak achteraan een rechte hoek maakt met hun achterzijde. De voorste en middelste staartwervels zijn procoel-opisthoplatyaan terwijl de achterste staartwervels procoel zijn. De doornuitsteeksels van de achterste staartwervels hebben een hol verzonken bovenvlak.

### Skelet
Een eigenaardigheid van Malarguesaurus, een autapomorfie, is dat de achterste staartwervels procoel zijn: bol van voren en hol van achteren, terwijl de meer naar voren liggende wervels bol van voren en vlak van achteren zijn. Ze worden door de beschrijvers dan ook "procoel-opisthoplatyaan" genoemd, een term die speciaal voor dit geval gecreëerd is door de Britse paleontoloog Michael P. Taylor. Overigens bestond al de term procoel-distoplatyaan. Deze combinatie is uniek binnen de hele Titanosauriformes. De beschrijvers zien dit als het zoveelste bewijs voor de grote verscheidenheid in vorm bij de titanosauriformen van Zuid-Amerika. Bij titanosauriërs zijn de voorste staartwervels typisch sterk procoel. Ook de brachiosauride Cedarosaurus heeft voorste en middelste procoel-opisthoplatyane staartwervels maar daar zijn de achterste staartwervels niet procoel maar amfiplat: aan beide zijden plat. Veel meer sauropoden hebben alleen voorste procoel-opisthoplatyane staartwervels.
Er is maar één voorste staartwervel bewaard, vermoedelijk de derde. De wervel is wat breder dan hoog met een zeshoekig plat achterste facet. De zijuitsteeksels staan schuin naar achteren en zijn opvallend kort, niet eens voorbij de achterrand van de wervel stekend. De wervelboog is relatief hoog, inclusief doornuitsteeksel anderhalfmaal de verticale lengte van het wervellichaam. Het doornuitsteeksels toont een plotse knik naar achteren. De voorste gewrichtsuitsteeksels zijn lang met een gladde nek zonder secundaire uitsteeksels. De achterste gewrichtsuitsteeksels zijn kort en klein met ronde zijwaarts gerichte facetten. De zijvlakken en het ondervlak van de wervel zijn hol.
De drie gevonden middelste staartwervels, uit een sector waar de zijuitsteeksels al opgehouden zijn, hebben eveneens hoge wervelbogen. De achterste gewrichtsuitsteeksels zijn hier echter juist lang als bij Rinconsaurus. Bij de vier aangetroffen achterste staartwervels is het achterfacet bol, een condyle vormend waarvan de bolling naar achteren in de reeks toeneemt. Ze hebben nog steeds hoge wervelbogen wat uitzonderlijk is maar de doornuitsteeksels zijn al lager en gerekter in de lengterichting van de wervel, waarbij de achterhoek hoger is dan de voorste hoek.
Het dijbeen heeft een typisch titanosauriforme vorm: lang, robuust, recht, een hoge kop en een verheffing op de bovenste buitenste rand.

## Fylogenie
Een voorlopige kladistische analyse plaatste Malarguesaurus in de Somphospondyli als het zustertaxon van Phuwiangosaurus binnen een klade die een meer afgeleide positie heeft dan Ligabuesaurus, Chubutisaurus en Euhelopus en het zustertaxon vormt van de Titanosauria.